# Emmanuel Roblès
Emmanuel Roblès (* 4. Mai 1914 in Oran, Algerien; † 22. Februar 1995 in Boulogne-Billancourt, Frankreich) war ein französischer Schriftsteller spanischer Herkunft, der als so genannter Pied-noir lange in Algerien lebte. Seine rund vierzig Romane und Dramen „schöpfen aus der existentialistischen Philosophie, die den Menschen vor eine ausweglose Wahl stellt“.

## Leben
Roblès Vater, dessen Familie aus Spanien stammt, war einfacher Maurer. Er starb kurz vor Roblès’ Geburt. Diese Vaterlosigkeit war prägend für den Lebensweg des Sohnes. Dank eines Stipendiums konnte Emmanuel die höhere Schule besuchen. Er wurde Lehrer, später Schuldirektor. In den 1930er Jahren bereiste er die Sowjetunion und Asien. Ab 1937 unterhielt er eine Freundschaft mit Camus. Im selben Jahr trat er seinen Militärdienst an. Er wurde der Luftwaffe zugeteilt, wo er sechs Jahre blieb, weil der Krieg ausbrach. 
Ab 1943 arbeitete Roblès als Kriegsberichterstatter und Journalist. 1947 nach Algier zurückgekehrt, gründet er die Literaturzeitschrift Forge. Für die Éditions du Seuil gab er die Reihe Méditerranée heraus. Er arbeitete auch für Radio Algier. 1955 verfilmte Luis Buñuel Roblès’ Roman Cela s’appelle l’aurore (1952). Ab 1956 gehörte der Schriftsteller einem Komitee an, das sich für den Waffenstillstand im Algerienkrieg einsetzte.

## Rezeption
Roblès hatte 1938 mit dem Roman L’Action debütiert. 1948 erhielt er für seinen Roman Les Hauteurs de la ville (Auf den Höhen der Stadt) den Prix Femina. 1950 veröffentlichte er eine Abhandlung über den spanischen Dramatiker Federico García Lorca, den er auch übersetzte. 1973 wurde er in die renommierte Académie Goncourt berufen. 
Roblès starb 1995 mit 80 Jahren an seinem Wohnort bei Paris. Wenn man tot ist, ist man eben tot. Man muß sich beeilen zu leben, hatte er schon vor Jahrzehnten als Begründung dafür geäußert, warum er aller Metaphysik stets „strikt das Irdische“ vorzog.
Seit 1991 verleiht die Stadt Blois den Prix Emmanuel-Roblès.

## Werke (Auswahl)
Novellen
- La mort en face.
  - deutsch: Den Tod vor Augen. Drei Novellen. Europäische VA, Frankfurt/M. 1958 (übersetzt von N. O. Scarpi)[5]
- Die Festung. Aufbau-Verlag, Berlin 1968 (übersetzt von Ernst August Nicklas)[6]

Romane
- Cela s'Appelle l'Aurore. 1952.
  - deutsch: Es nennt sich Morgenröte. Europäische VA, Frankfurt/M. 1955 (übersetzt von N. O. Scarpi)
- Fédérica. 1954.
  - deutsch: Federica. Europäische VA, Frankfurt/M. 1955 (übersetzt von Nino Erné).
- Le vésuve.
  - deutsch: Der Vesus. Aufbau Taschenbuchverlag, Berlin 1992, ISBN 3-7466-0151-7 (EA München 1963, übersetzt von Paul Baudisch)
- Les couteaux.
  - deutsch: Die Messer. Desch, München 1968 (übersetzt von N. O. Scarpi)
- Les hauteurs de la ville.
  - deutsch: Auf den Höhen der Stadt. Aufbau-Verlag, Berlin 1967 (übersetzt von Clement de Wroblewsky)
- La croisière.
  - deutsch: Die Kreuzfahrt. Bastei-Verlag, Bergisch Gladbach 1976, ISBN 3-404-05183-1 (EA München 1974, übersetzt von Widukind Clerc-Erlé)
- Saison violente.
  - deutsch: Ungestümer Sommer. Reclam, Leipzig 1977 (EA München 1975, übersetzt von Evelyne Kolnberger)